# Adromischus caryophyllaceus
Adromischus caryophyllaceus es una especie de planta suculenta perteneciente a la familia Crassulaceae.

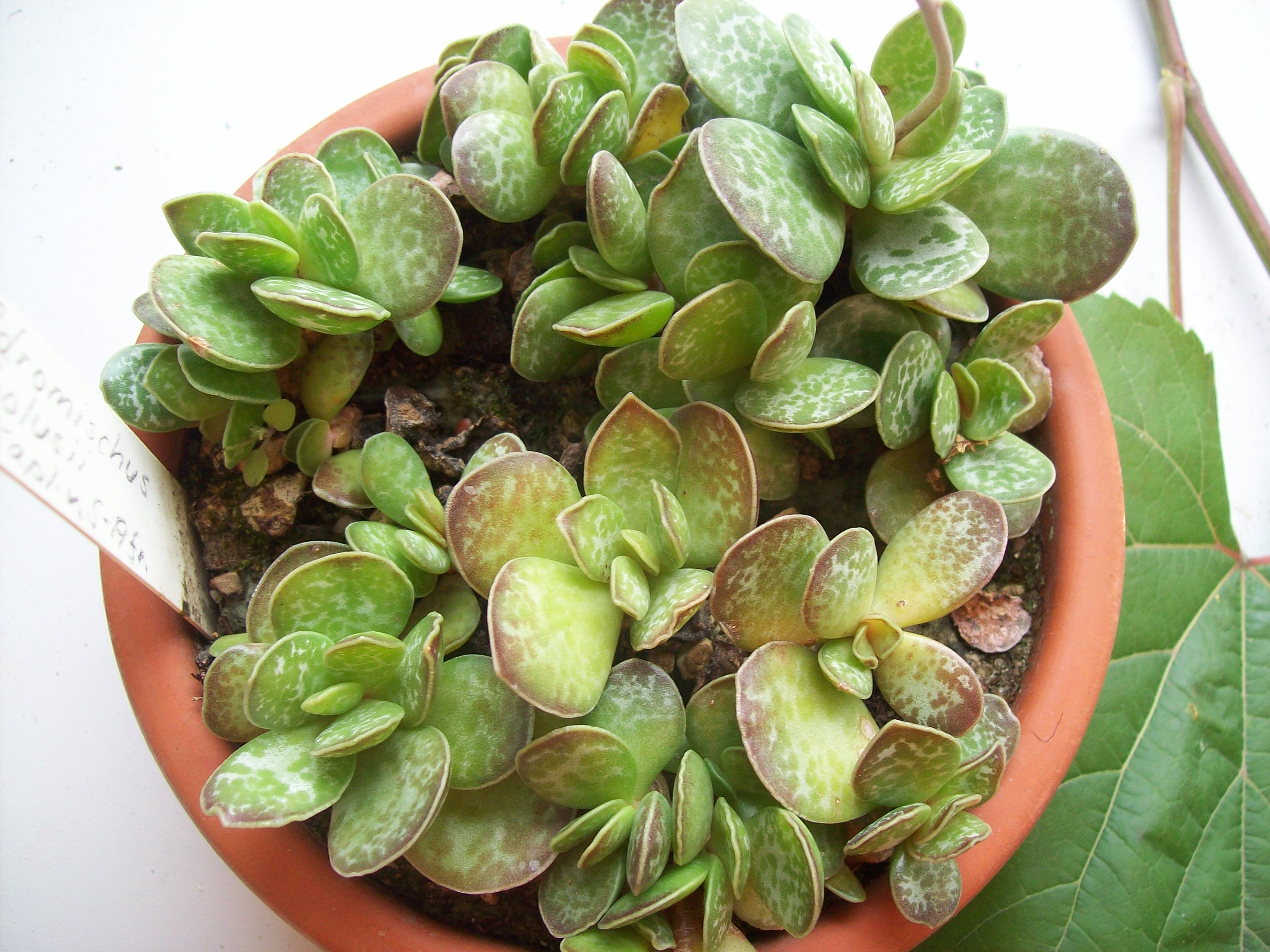
Vista de la planta

## Descripción
Es una planta perenne suculenta, un arbusto enano que alcanza un tamaño de 0.1-0.35 m de altura a una altitud de 150-700 metros en Sudáfrica.

## Taxonomía
Adromischus caryophyllaceus fue descrita por Charles Lemaire   y publicado en Jardin Fleuriste 2(Misc.): 60. 1852.
Etimología
Adromischus: nombre genérico que deriva de las palabras griegas: agro = "grueso" y mischus = "tallo".
caryophyllaceus: epíteto latino que significa "rosado".
Sinonimia
- Adromischus bolusii Berger
- Adromischus grandiflorus Uitewaal
- Adromischus jasminiflorus (Salm-Dyck) Lem.
- Cotyledon bolusii Schönland
- Cotyledon caryophyllacea Burm.f.
- Cotyledon jasminiflora Salm-Dyck[4]